# Dorymyrmex bicolor
Dorymyrmex bicolor is een mierensoort uit de onderfamilie van de Dolichoderinae. De wetenschappelijke naam van de soort is voor het eerst geldig gepubliceerd in 1906 door Wheeler, W.M..